# Vesna Bučić
Vesna Bučić, hrvaško-slovenska umetnostna zgodovinarka in publicistka, * 2. december 1926, Zagreb, Hrvaška, † februar 2025.
Spadala je v starejšo generacijo umetnostnih zgodovinark, šolanih v Ljubljani, med pionirke, ki so orale ledino več vej vizualnega ustvarjanja na področju uporabne umetnosti na Slovenskem in po državah bivše Jugoslavije. Med drugim je bila dolga leta sodna izvedenka in cenilka vrednosti spomeniškega gradiva uporabne umetnosti.

## Življenje
Vesna Bučić se je rodila 2. decembra 1926 v Zagrebu, staršema s hrvaškega otoka Vis. Od leta 1934-37 je obiskovala osnovno šolo in od leta 1938-45 realno gimnazijo v Zagrebu. Po poroki se je preselila v Ljubljano. Leta 1952 se je vpisala na ljubljansko Filozofsko fakulteto na katedro za umetnostno zgodovino (vzporedni študij: Jugoslovanska umetnost), kjer je leta 1957 diplomirala.
Januarja leta 1958 je prevzela mesto kustosinje za stilno pohištvo na Kulturnozgodovinskem oddelku Narodnega muzeja Slovenije, kjer je leta 1974 dobila naziv muzejske svetovalke in bila od leta 1986-89 vodja oddelka.
Njen opus raziskovanj obsega historično zbirko stilnega pohištva, pionirsko raziskovanje zgodovine urarstva na Slovenskem, zbirko svetil v Narodnem muzeju v Ljubljani in raziskovanje notranje opreme slovenskih gradov, posebej natančno Snežnika in Brda pri Kranju. V okviru svojega raziskovanja je pripravljala številne razstave in izdajala gradiva v razstavnih katalogih (glej bibliografijo), ter z njimi gostovala v muzejih v Mariboru, Zagrebu in Beogradu. Vesna Bučić je sodelovala pri organizaciji in postavitvi mnogih gostujočih razstav v Narodnem muzeju Slovenije in postavitvi muzejskega gradiva iz uporabne umetnosti na prenovljenem blejskem gradu.
Leta 1993 je zagovarjala doktorsko tezo z naslovom Starejša stanovanjska kultura na Slovenskem in postala doktorica umetnostnozgodovinskih znanosti.
Vesna Bučić je bila od leta 1959 do leta 1993 aktivna članica Izvršnega odbora Društva muzealcev Slovenije (danes Slovenskega muzejskega društva, SMD). Med drugim je prevzela delo blagajnika društva, od leta 1970-80 je bila njegova predsednica, od leta 1980-89 pa je upravljala tajništvo društva. Od leta 1968-74 je urejala graščino Grimšice pri Rečici, počitniški dom društva, od leta 1974 pa do upokojitve, leta 1993, pa je urejala Muzejski dom na Bledu. V okviru SMD je organizirala več simpozijev na temo muzejske problematike, dve izdaji vodnikov Muzeji in galerije v Sloveniji v štirih jezikih (glej bibliografijo) in dve skripti o restavriranju muzejskih predmetov. Leta 1971 je kot članica pripravljalnega odbora za proslavo 150-letnice muzejstva na Slovenskem organizirala VII. Kongres Zveze muzejskih društev Jugoslavije v Ljubljani. Leta 1996 so ji za mnogoletno aktivno sodelovanje v društvu podelili častno članstvo Društva muzealcev Slovenije.
Od leta 1975 je bila članica ICOM (International Council of Museums), leta 1983 je postala članica Izvršnega odbora Jugoslovanskega nacionalnega komiteja Mednarodnega sveta za muzeje (JNK ICOM) in članica za uporabno umetnost  Mednarodnega sveta za muzeje (ICAA ICOM).
V letih od 1967 do 1971 je bila članica Likovnega odbora Komisije za kulturne stike s tujino v Beogradu.
Od leta 1981 do 1989 je bila glavna in odgovorna urednica Arga, strokovne revije slovenskih muzejev. Leta 1993 jo je Temeljno sodišče v Ljubljani (danes Okrajno sodišče) imenovalo za sodno izvedenko in cenilko vrednosti spomeniškega gradiva za uporabno umetnost.
Vesna Bučić je bila dolga leta aktivna in potrpežljiva članica terminološke komisije, ki sodeluje pri pripravi Umetnostnozgodovinskega slovarja na Inštitutu za slovenski jezik Frana Ramovša, ZRC SAZU.
Za leto 1985 je prejela Valvasorjevo nagrado (nagrada za življenjsko delo na področju slovenskega muzealstva in za izjemne prispevke pri ohranjanju, predstavljanju in popularizaciji premične kulturne dediščine na Slovenskem in v zamejstvu, ki jo podeljuje Slovensko muzejsko društvo], leta 1987 nagrado povelje Saveza muzejskih radnika Jugoslavije in leta 1991 Župančičevo nagrado (nagrada Mestne občine Ljubljana (MOL) tistim ustvarjalcem, ki so s svojimi izjemnimi stvaritvami na področju kulture pomembno oblikovali kulturno življenje v Ljubljani).
Vesna Bučič je od leta 1997 aktivno sodelovala s pisanjem kulturnozgodovinskih člankov o otoku Visu – oboževanemu otoku svojih prednikov - v Hrvatski Zori, publikaciji Matice Hrvatske,  ene najstarejših kulturnih ustanov na Hrvaškem.